# سعیدخانلو
سعیدخانلو در زبان ساکنین به علت نزدیکی به روستای کریق بزرگ به نام داش کریق یا کریق کوچک نیز خوانده میشود یک روستا در ایران است که در دهستان یورتچی غربی واقع شده‌است. سعیدخانلو ۱۴۵ نفر جمعیت دارد.
از محصولات مورد کشت محصول و درست کردن لبنیات  مرغوب این روستا میتوان به کره حیوانی پور حسن، پنیر پور حسن، عسل،کشت: عدس ،نخود، جو و گندم اشاره کرد.